# Sarah Shahi
Aahoo Jahansouz "Sarah" Shahi sinh ngày 10 tháng 1 năm 1980 là một diễn viên truyền hình người Mỹ, đã từng làm viêc ở đội cổ vũ tại NFL.Cô ấy hiện tại đang đóng vai Sameen Shaw trên kênh CBS trong phim Person of Interest.